# Обычное сердце
«Обычное сердце», или «Обыкновенное сердце» (англ. The Normal Heart) — американский художественный телефильм режиссёра Райана Мёрфи, вышедший на экраны в 2014 году. Сценарий написан Ларри Крамером по собственной одноимённой пьесе 1985 года. В главных ролях — ведущие голливудские звезды современности. Премьера ленты состоялась на канале HBO 25 мая 2014 года.
Лента была крайне высоко оценена американскими телекритиками. Практически весь ключевой актёрский состав поставил резонансный рекорд — сразу шесть артистов (Марк Руффало, Мэтт Бомер, Джим Парсонс, Джулия Робертс, Джо Мантелло и Альфред Молина) были выдвинуты на главную телепремию «Эмми».

## Сюжет
Драма, действие которой происходит в первой половине 1980-х, рассказывает о нескольких жителях Нью-Йорка, которые пытаются привлечь внимание властей и общества к начинающейся эпидемии СПИДа.

## Актёрский состав
- Марк Руффало — Нэд Уикс (прототип — Ларри Крамер)
- Мэтт Бомер — Феликс Тёрнер
- Тейлор Китч — Брюс Найлз (прототип — Пол Попэм)
- Джим Парсонс — Томми Ботрайт (прототип — Роджер Макфарлейн[англ.])
- Джулия Робертс — Эмма Брукнер (прототип — Линда Лобенштайн[англ.])
- Джо Мантелло — Микки Маркус
- Альфред Молина — Бен Уикс (прототип — Артур Крамер[англ.])
- Денис О’Хэр — Хайрам Киблер
- Кори Столл — Джон Бруно
- Финн Уиттрок — Альберт
- Би Ди Вонг — Баззи
- Джонатан Грофф — Крэйг Доннер
- Стивен Спинелла — Сэнфорд
- Даниэль Ферланд — Эстель

## Критика
Фильм получил высокие оценки критиков. На агрегаторе рецензий Rotten Tomatoes рейтинг одобрения составляет 94 % на основе 50 обзоров со средней оценкой 7,7 из 10. Metacritic даёт ему 85 баллов из 100.

## Награды и номинации
| Год церемонии | Премия                         | Категория                                                           | Номинант             | Результат |
| ------------- | ------------------------------ | ------------------------------------------------------------------- | -------------------- | --------- |
| 2014          | «Выбор телевизионных критиков» | Лучший фильм                                                        |                      | Победа    |
| 2014          | «Выбор телевизионных критиков» | Лучший актёр в фильме или мини-сериале                              | Марк Руффало         | Номинация |
| 2014          | «Выбор телевизионных критиков» | Лучший актёр второго плана в фильме или мини-сериале                | Джо Мантелло         | Номинация |
| 2014          | «Выбор телевизионных критиков» | Лучший актёр второго плана в фильме или мини-сериале                | Мэтт Бомер           | Победа    |
| 2014          | «Выбор телевизионных критиков» | Лучшая актриса второго плана в фильме или мини-сериале              | Джулия Робертс       | Номинация |
| 2014          | «Эмми»                         | Лучший телевизионный фильм                                          |                      | Победа    |
| 2014          | «Эмми»                         | Лучшая режиссура мини-сериала, фильма или драматической постановки  | Райан Мёрфи          | Номинация |
| 2014          | «Эмми»                         | Лучший сценарий мини-сериала, фильма или драматической постановки   | Ларри Крамер         | Номинация |
| 2014          | «Эмми»                         | Лучший актёр в мини-сериале или фильме                              | Марк Руффало         | Номинация |
| 2014          | «Эмми»                         | Лучший актёр второго плана в мини-сериале или фильме                | Мэтт Бомер           | Номинация |
| 2014          | «Эмми»                         | Лучший актёр второго плана в мини-сериале или фильме                | Альфред Молина       | Номинация |
| 2014          | «Эмми»                         | Лучший актёр второго плана в мини-сериале или фильме                | Джим Парсонс         | Номинация |
| 2014          | «Эмми»                         | Лучший актёр второго плана в мини-сериале или фильме                | Джо Мантелло         | Номинация |
| 2014          | «Эмми»                         | Лучшая актриса второго плана в мини-сериале или фильме              | Джулия Робертс       | Номинация |
| 2014          | «Эмми»                         | Лучшая операторская работа в мини-сериале или фильме                | Дэниел Модер         | Номинация |
| 2014          | «Эмми»                         | Лучший подбор актёров в мини-сериале или фильме                     | Аманда Макки Джонсон | Номинация |
| 2014          | «Эмми»                         | Лучший монтаж в мини-сериале или фильме                             | Адам Пенн            | Номинация |
| 2014          | «Эмми»                         | Лучший грим в мини-сериале или фильме                               |                      | Победа    |
| 2014          | «Спутник»                      | Лучший телефильм                                                    |                      | Номинация |
| 2014          | «Спутник»                      | Лучшая мужская роль в мини-сериале или телефильме                   | Марк Руффало         | Победа    |
| 2014          | «Спутник»                      | Лучший актёр второго плана в сериале, мини-сериале или телефильме   | Мэтт Бомер           | Номинация |
| 2015          | «Золотой глобус»               | Лучший мини-сериал или телефильм                                    |                      | Номинация |
| 2015          | «Золотой глобус»               | Лучший актёр в мини-сериале или телефильме                          | Марк Руффало         | Номинация |
| 2015          | «Золотой глобус»               | Лучший актёр второго плана в сериале, мини-сериале или телефильме   | Мэтт Бомер           | Победа    |
| 2015          | Премия Гильдии киноактёров США | Лучший актёр в мини-сериале или телефильме                          | Марк Руффало         | Победа    |
| 2015          | Премия Гильдии киноактёров США | Лучшая актриса в мини-сериале или телефильме                        | Джулия Робертс       | Номинация |
| 2015          | Премия Гильдии режиссёров США  | Лучшая режиссёрская работа в мини-сериале или телефильме            | Райан Мёрфи          | Номинация |
| 2015          | Премия Гильдии сценаристов США | Лучший адаптированный сценарий                                      | Ларри Крамер         | Номинация |
| 2015          | «Грейси»                       | Лучшая актриса второго плана в драматическом сериале или телефильме | Джулия Робертс       | Победа    |
| 2015          | «Грейси»                       | Лучшая актриса второго плана — драма                                | Джулия Робертс       | Победа    |